# Marius Iosipoi
Marius Iosipoi (Ialoveni, 28 aprile 2000) è un calciatore moldavo, centrocampista dello SKA-Chabarovsk.

## Caratteristiche tecniche
È un centrocampista offensivo.

## Carriera

### Club
Ha giocato nella prima divisione moldava.

### Nazionale
Ha giocato nella nazionale moldava Under-21.
Il 28 marzo 2021 debutta con la nazionale maggiore moldava scendendo in campo da titolare nell'incontro di qualificazione per i Mondiali 2022 contro la Danimarca.

## Statistiche

### Cronologia presenze e reti in nazionale
| Cronologia completa delle presenze e delle reti in nazionale ― Moldavia | Cronologia completa delle presenze e delle reti in nazionale ― Moldavia | Cronologia completa delle presenze e delle reti in nazionale ― Moldavia | Cronologia completa delle presenze e delle reti in nazionale ― Moldavia | Cronologia completa delle presenze e delle reti in nazionale ― Moldavia | Cronologia completa delle presenze e delle reti in nazionale ― Moldavia | Cronologia completa delle presenze e delle reti in nazionale ― Moldavia | Cronologia completa delle presenze e delle reti in nazionale ― Moldavia |
| Data                                                                    | Città                                                                   | In casa                                                                 | Risultato                                                               | Ospiti                                                                  | Competizione                                                            | Reti                                                                    | Note                                                                    |
| ----------------------------------------------------------------------- | ----------------------------------------------------------------------- | ----------------------------------------------------------------------- | ----------------------------------------------------------------------- | ----------------------------------------------------------------------- | ----------------------------------------------------------------------- | ----------------------------------------------------------------------- | ----------------------------------------------------------------------- |
| 28-3-2021                                                               | Herning                                                                 | Danimarca                                                               | 8 – 0                                                                   | Moldavia                                                                | Qual. Mondiali 2022                                                     | -                                                                       | 54’                                                                     |
| 31-3-2021                                                               | Chișinău                                                                | Moldavia                                                                | 1 – 4                                                                   | Israele                                                                 | Qual. Mondiali 2022                                                     | -                                                                       | 79’                                                                     |
| 9-10-2021                                                               | Chișinău                                                                | Moldavia                                                                | 0 – 4                                                                   | Danimarca                                                               | Qual. Mondiali 2022                                                     | -                                                                       | 62’                                                                     |
| 12-11-2021                                                              | Chișinău                                                                | Moldavia                                                                | 0 – 2                                                                   | Scozia                                                                  | Qual. Mondiali 2022                                                     | -                                                                       | 71’                                                                     |
| 15-11-2021                                                              | Klagenfurt am Wörthersee                                                | Austria                                                                 | 4 – 1                                                                   | Moldavia                                                                | Qual. Mondiali 2022                                                     | -                                                                       | 46’                                                                     |
| 3-6-2022                                                                | Vaduz                                                                   | Liechtenstein                                                           | 0 – 2                                                                   | Moldavia                                                                | UEFA Nations League 2022-2023 - 1º turno                                | -                                                                       | 46’                                                                     |
| Totale                                                                  |                                                                         | Presenze                                                                | 6                                                                       |                                                                         | Reti                                                                    | 0                                                                       |                                                                         |

## Palmarès

### Club

#### Competizioni nazionali
- Campionato moldavo: 1

Petrocub Hîncești: 2023-2024